# Giacomo Luigi Ciamician
Giacomo Luigi Ciamician (27 de agosto de 1857 – 2 de enero de 1922) fue un fotoquímico italiano de origen armenio y un senador italiano.
Nació en Trieste, Italia (entonces parte de Austria) de padres armenios y fue un investigador temprano en el área de la fotoquímica, donde desde 1900 a 1914 publicó 40 notas y 9 memorias.  Su primer experimento  de fotoquímica fue publicado en 1886 y se tituló "sobre la conversión de quinona en hidroquinona". 
Él puede ser considerado como el padre del panel solar y predijo el mundo usando energía limpia suministrada por energía solar:

En las tierras áridas surgirán colonias industriales sin humo y sin chimeneas; bosques de tubos de vidrio se extenderán sobre las llanuras y edificios de cristal se alzarán en todas partes; dentro de éstos se llevarán a cabo los procesos fotoquímicos que hasta ahora han sido el gran secreto de las plantas, pero que habrán sido dominados por la industria humana que sabrá cómo hacerlas fructificar de manera aún más abundante que la naturaleza, porque la naturaleza no está en un apuro y la humanidad sí. Y si en un futuro lejano el suministro de carbón se convierte completamente exhausto, la civilización no será afectada por eso, pues la vida y la civilización continuará mientras el sol brille!'"' 

Murió en Bolonia, Italia.

## Publicaciones
- Ciamician síntesis de piridinas de pirroles; Ciamician, G.; Dennestedt, M. Chem Ber. 1881, 14, 1153

- Ciamician photodisproportionation; Ciamician, G.; Silber, P. Chem Ber. 1901, 34, 2040